# Steve Gammon
Stephen George Gammon, più conosciuto con il diminutivo Steve Gammon (Swansea, 24 settembre 1939) è un allenatore di calcio ed ex calciatore gallese, di ruolo centrocampista.

## Carriera
Esordisce tra i professionisti con la maglia dei gallesi del Cardiff City, militanti nella seconda divisione inglese, all'età di 19 anni nella stagione 1958-1959; l'anno seguente la squadra viene promossa in prima divisione, e Gammon dopo complessive 23 presenze ed una rete in seconda divisione nell'arco di un biennio, nella stagione 1960-1961 si guadagna il posto da titolare e gioca 26 partite in massima serie; nel febbraio del 1961 in uno scontro di gioco con Dennis Law del Manchester City si rompe però una gamba, infortunio che gli condiziona profondamente la carriera: l'anno seguente gioca infatti solamente 6 partite di campionato, peraltro di fatto le sue ultime, nonostante resti in rosa fino al termine della stagione 1964-1965.
Dal 1965 al dicembre del 1971, anno in cui all'età di 32 anni lascia definitivamente il mondo del calcio, è invece sia giocatore che allenatore del Kettering Town, club semiprofessionistico di Southern Football League (all'epoca una delle principali leghe calcistiche inglesi al di fuori della Football League).

## Palmarès

### Giocatore

#### Competizioni nazionali
- Coppa del Galles: 2

Cardiff City: 1958-1959, 1964-1965

#### Competizioni regionali
- Northamptonshire Senior Cup: 1

Kettering Town: 1968-1969

### Allenatore

#### Competizioni regionali
- Northamptonshire Senior Cup: 1

Kettering Town: 1968-1969